# Vernonia nemoralis
Vernonia nemoralis là một loài thực vật có hoa trong họ Cúc. Loài này được Thwaites miêu tả khoa học đầu tiên.